# Zostera marina
Zostera marina L. è una fanerogama marina della famiglia Zosteraceae.

## Descrizione

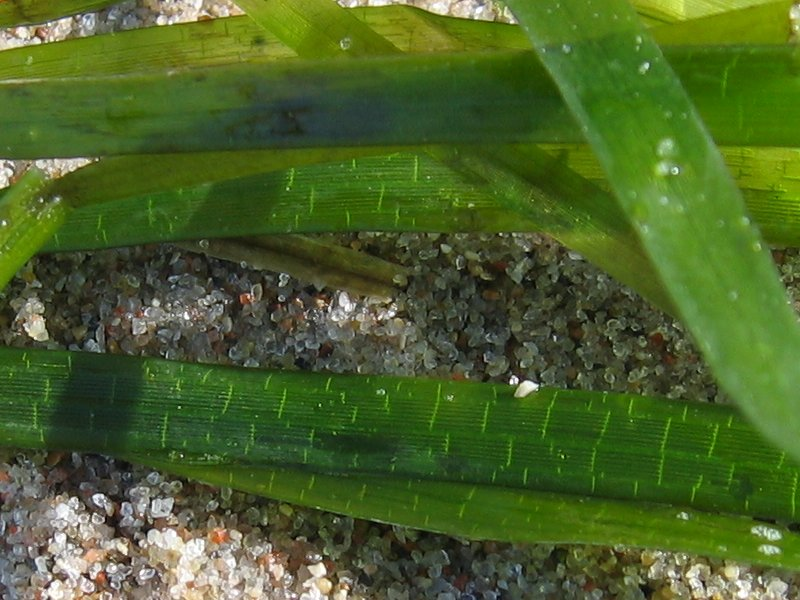
Dettaglio delle foglie

Il suo aspetto è quello tipico dei membri del genere Zostera a cui si rimanda. Si può facilmente confondere con Cymodocea nodosa, molto più comune nel mar Mediterraneo, che però ha foglie con apice rotondo e con bordo seghettato (in Z.marina l'apice ha una punta ottusa ed i bordi sono lisci) o con Zostera noltii, che però ha foglie sottilissime con 3 venature ed apici con una intaccatura centrale.

## Distribuzione e habitat
È una specie largamente distribuita nei settori settentrionali dell'Oceano Atlantico e dell'Oceano Pacifico, fino al Circolo polare artico. Nel mar Mediterraneo ha una distribuzione di tipo relitto, è infatti presente solo in zone caratterizzate da salinità e temperature basse, cioè nel mar Nero, nel nord del mar Egeo, nell'Adriatico settentrionale e in alcune zone delle coste spagnole e francesi. Unica tra le fanerogame marine può sopportare brevi periodi di emersione.